# Camponotus americanus
Camponotus americanus är en myrart som först beskrevs av Buckley 1866.  Camponotus americanus ingår i släktet hästmyror, och familjen myror. Inga underarter finns listade.

## Bildgalleri

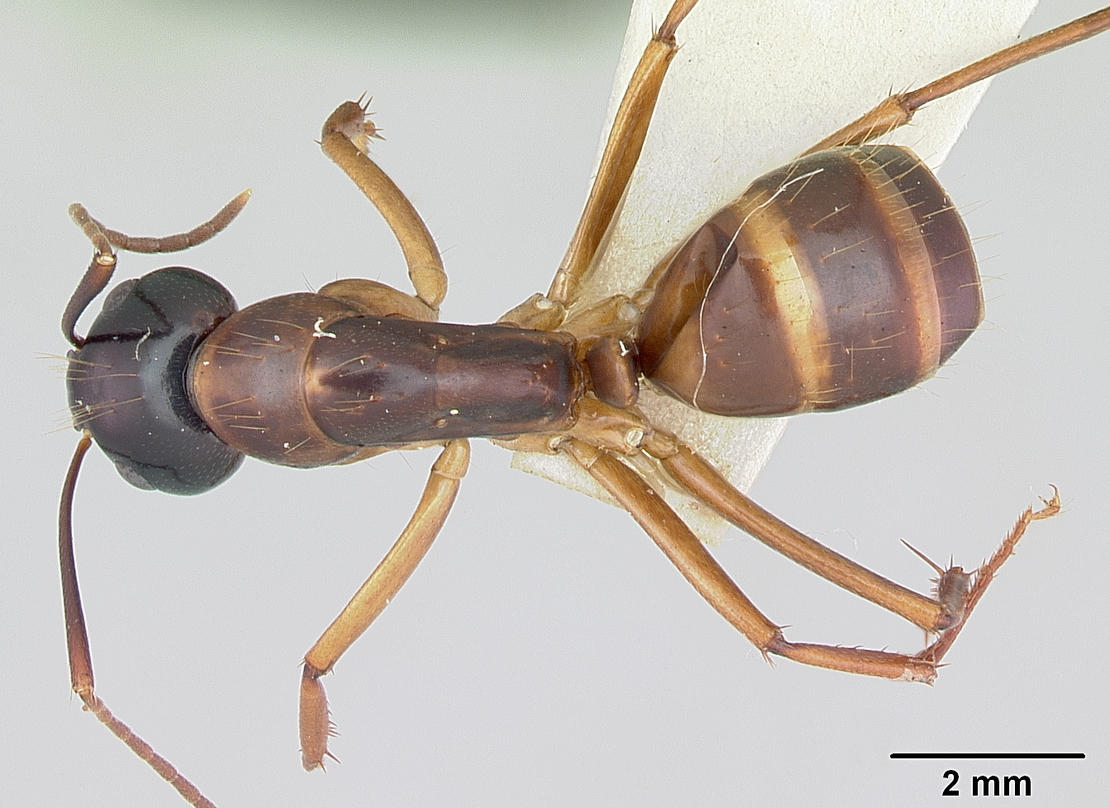
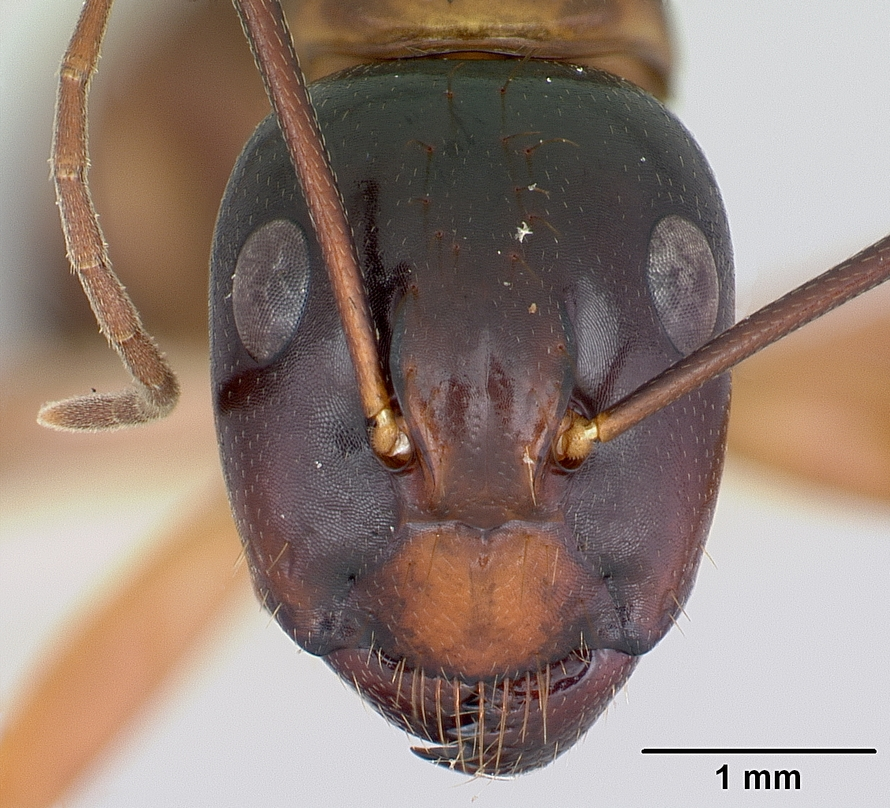
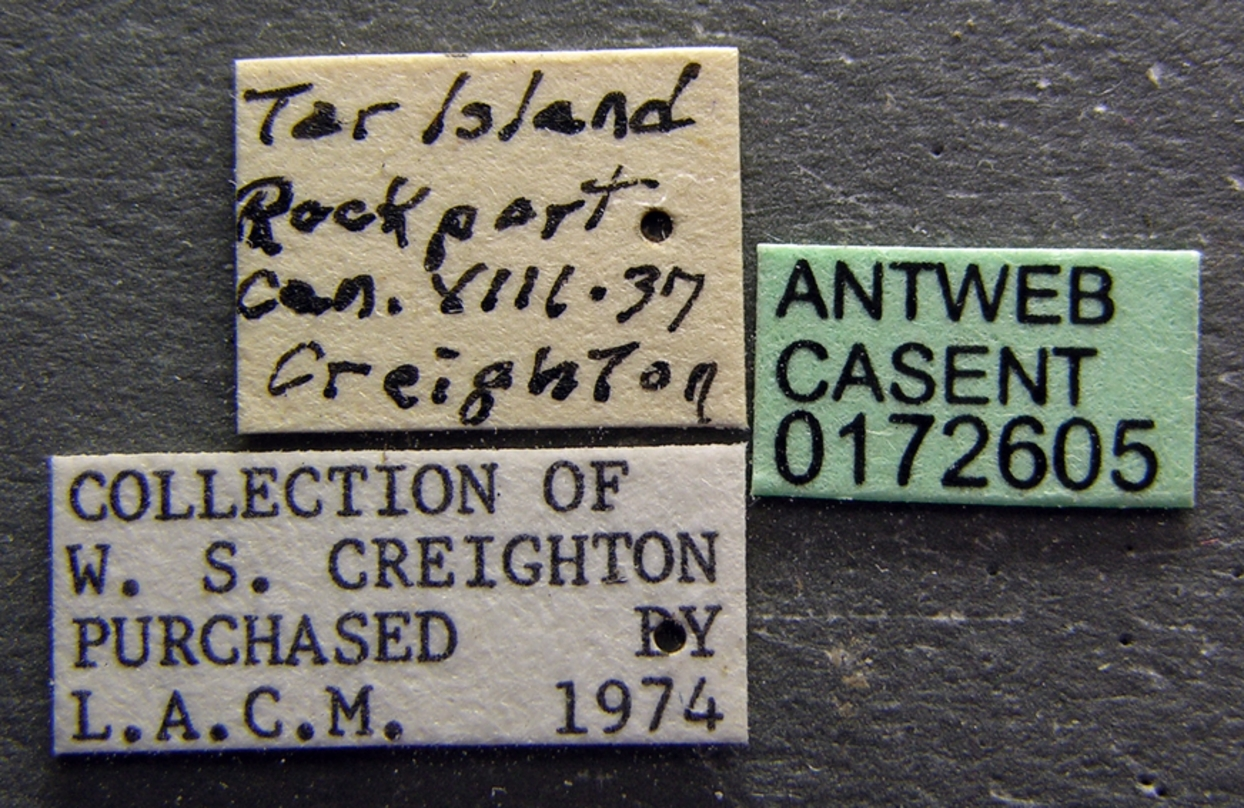